# Mythologie kwakwaka'wakw

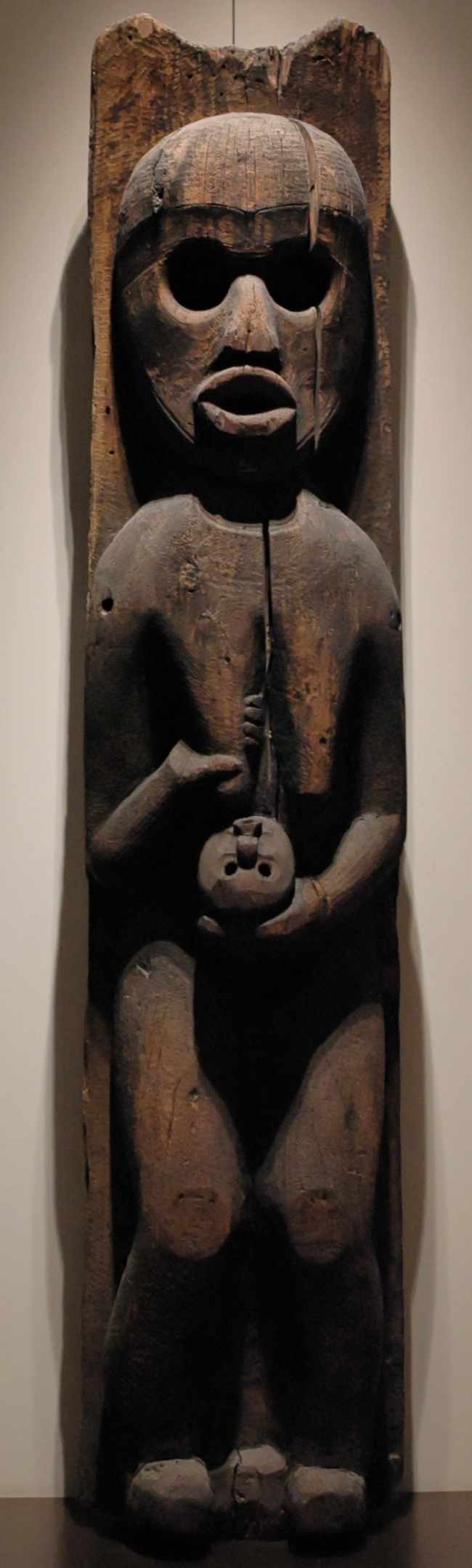
Poteau aux allures de totem Kwakwaka'wakw représentant la forme féminine de Dzunukwa, XIXe siècle

Cet article traite des croyances spirituelles, des légendes et des pratiques de la mythologie kwakwaka'wakw. Les Kwakwaka'wakw sont un groupe de nations indigènes (on en compte environ 5 500) vivant au Canada, sur la côte centrale de la Colombie-Britannique, principalement au nord de l’île de Vancouver et sur le continent. Kwakwaka'wakw se traduit par « tribus parlant le kwak'wala ». Toutefois, les tribus sont des nations autonomes et elles ne se voient pas comme faisant partie d’un groupe plus large.

Ce peuple partage beaucoup de traditions culturelles avec les nations voisines, dont les croyances de nombreux esprits et divinités, même si elles parlent des langues différentes. Certains esprits sont toutefois totalement propres à une ou deux cultures et ne sont pas connus par tous les peuples de la côte Nord-Ouest. Chaque tribu a sa propre histoire, ses propres pratiques et ses propres légendes. Certaines légendes racontant les origines sont propres à seulement une tribu spécifique, alors qu’une autre tribu a ses propres légendes. Cependant, certaines pratiques, cérémonies et rites existent dans la culture de chaque tribu et aussi, dans certains cas, dans certaines cultures indigènes voisines.

## Légendes de la création
La légende de la création kwakwaka'wakw raconte que le monde fut créé par un corbeau volant au-dessus de l’eau qui, ne trouvant nulle part où se poser, décida de créer des îles en faisant tomber de petits cailloux dans l’eau. Il créa ensuite les arbres et l’herbe puis, après plusieurs tentatives ratées, il créa le premier homme et la première femme avec du bois et de l’argile.

### Déluge
Page principale : Déluge

Comme tous les peuples de la côte Nord-Ouest Pacifique, la plupart des tribus kwakwaka'wakw ont des histoires racontant comment leur peuple a survécu au déluge. De la même manière que certains de ces peuples, leur histoire raconte comment leurs ancêtres se sont transformés, prenant une forme naturelle pour disparaître alors que les eaux se levaient puis se calmaient. Pour d’autres, ce sont des histoires de leur peuple attachant leurs canoës de haute mer au plus haut des sommets des montagnes. Les peuples des histoires qui parlent de pouvoirs surnaturels semblent être les clans fondateurs de certaines nations kwakwaka'wakw.

## Ancêtres, cimiers et clans
Tseiqami est un homme né d’un cèdre et l’Oiseau-tonnerre, seigneur de la saison de danse hivernale, un oiseau surnaturel et massif dont le battement d’ailes cause le tonnerre et dont le clignement d’yeux amène les éclairs. Tseiqami chasse des baleines en pleine mer pour son dîner et a quelquefois aidé certains ancêtres héroïques à construire des maisons en plantant des graines de cèdre géant pour eux. L’Oiseau-tonnerre a un jeune frère nommé Kolus. L’adversaire de l’Oiseau-tonnerre est Qaniqilak, esprit de la saison estivale, souvent identifié comme étant le dieu des mers.
Kumugwe. Kumugwe, ou Komokwa, est le nom du « Maître des fonds marins ». Beaucoup de familles kwakwaka'wakw ont été bénies par des richesses et des trésors surnaturels conférés par ce dieu des courants et faiseur de pièces. 

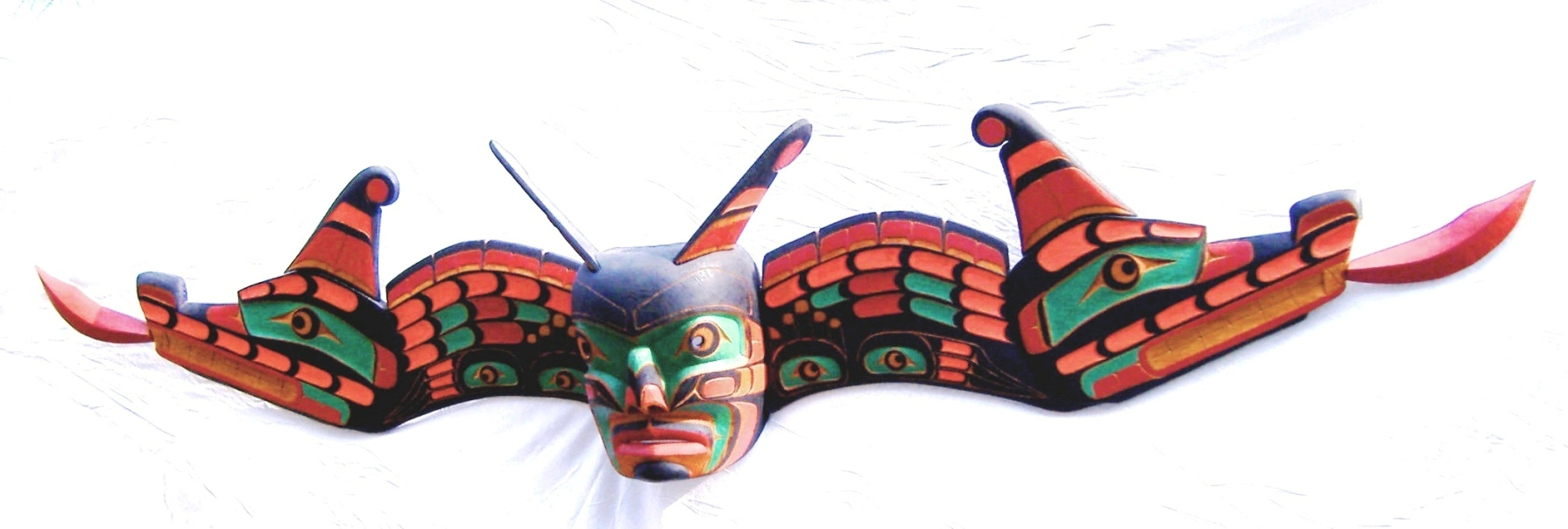
Masque kwakwaka'wakw en cèdre représentant Sisiutl.

Sisiutl est un serpent marin géant à trois têtes dont le regard peut changer ses ennemis en pierre. Les sommiers des maisons de clan sont parfois sculptés pour le représenter. Sisiutl a parfois apporté son aide aux ancêtres bénis en se transformant en canoë de guerre invincible ou en ceinture magique protégeant son porteur de tout danger.

Dzunukwa (Tsonokwa) est un genre de géant cannibale (appelé sasquatch par d’autres tribus de la côte Nord-Ouest) qui apparaît sous une forme masculine ou féminine. Dans la plupart des légendes, la forme féminine prévaut ; elle crie « hu-hu ! » pour attirer les enfants, en imitant la voix de leur grand-mère, puis les mange. La plupart du temps, les enfants déjouent ses plans, et ils réussissent parfois à la tuer et à voler ses trésors sans se faire manger.

Bakwas est le roi des fantômes. C’est un petit esprit vert dont le visage est émacié, comme celui d’un squelette, mais il dispose d’un long nez retroussé. Il hante les forêts et essaye d’attirer les vivants dans le monde des morts. Dans certains mythes, Bakwas est le mari de Dzunukwa.

U'melth est le corbeau qui apporta la lune, le feu, le saumon, le soleil et les marées au peuple kwakwaka'wakw.
Pugwisest une sorte de créature aquatique avec un visage de poisson et de grandes incisives.

## Cérémonies
La spiritualité kwakwaka'wakw est transmise lors de cérémonies, généralement en hiver. On parle souvent de potlatches pour ces cérémonies. Elles ont pour but principal le transfert, la justification et la réaffirmation de la famille et du statut spirituel hérité par les ancêtres originels qui sont entrés en contact avec le monde des esprits et ont obtenu des privilèges de la part d’êtres surnaturels. Ces êtres privilégient l’honneur, le pouvoir et la magie au travers de cadeaux, les Tlugwe, qui sont des trésors surnaturels prenant souvent forme de masques et d’emblèmes mais également d'histoires, de chants, de récits, de danses et d’autres performances immatérielles.

Les esprits Kwakwaka'wakw, à l’instar des esprits des autres peuples de la côte Nord-Ouest, peuvent être divisés en quatre royaumes distincts : les esprits des cieux, les esprits des mers, les esprits de la terre et les esprits d’autres mondes. Ces quatre mondes interagissent les uns avec les autres et les êtres humains tentent d'entrer en contact avec eux en canalisant leur esprit lors de cérémonies sacrées, au cours desquelles des danseurs portent des masques et d'autres emblèmes en lien avec le monde des esprits afin d'entrer en transe.

La société secrète appelée Hamatsa est d’une importance particulière dans la culture kwakwaka'wakw. Au cours de l’hiver, les nouveaux membres de l’Hamatsa sont initiés par une danse complexe. Cette danse dure quatre jours. Le danseur de l’Hamatsa représente l’esprit de Baxbaxwalanuksiwe (« Mangeur d’hommes à la pointe nord du monde »), qui peut se transformer en plusieurs espèces d’oiseaux mangeurs d’hommes et qui a des bouches sur tout son corps. Les initiés de l’Hamatsa sont possédés par Baxwbakwalanuksiwe. Lors du premier jour des cérémonies de l’Hamatsa, l’initié est attiré hors des bois et amené devant la Grande Maison afin d’être instruit. Lorsque l’initié revient, il met symboliquement en scène son cannibalisme. Gwaxwgwakwalanuksiwe', le corbeau, est le rôle le plus prestigieux des cérémonies des Oiseaux Surnaturels Mangeurs d’Hommes. Parmi les autres participants, on peut citer Galuxwadzuwus (« Bec-tordu des Cieux ») et Huxhukw (un oiseau surnaturel qui ressemble à une grue et qui fissure le crâne de ses ennemis pour aspirer leur cerveau).